# Wyoming (skepp)
Wyoming var en sex-mastad skonare i trä, den största träskonert som någonsin byggts. Hon byggdes och slutfördes 1909 av företaget Percy & Small i Bath, Maine. Wyoming var också det största träfartyget som någonsin byggts, 140 meter från klyvarbommens spets till gaffelseglets aktersta spets, och hon var den sista sex-mastade skonare som byggdes på USA:s ostkust.
Wyoming byggdes av sex tums tallvirke och  försågs med 90 korslagda förstärkningar av järn på varje sida. Hon kunde lasta 6 000 ton och var försedd med en ångdriven vinsch.
På grund av sin extrema längd och sin konstruktion, så tenderade hon att gunga i grov sjö, vilket kunde leda till långa plankor vred sig och spändes, vilket möjliggjorde för  havsvatten att tränga in i lastrummet. Wyoming var tvungen att använda pumpar för att hålla lastutrymmet relativt fritt från vatten. Den 11 mars 1924 gick hon på grund med en last av kol i svårt väder och sjönk. Hela besättningen på 14 man dog. År 2003 hittades vraket av Wyoming utanför ön Monomoy.

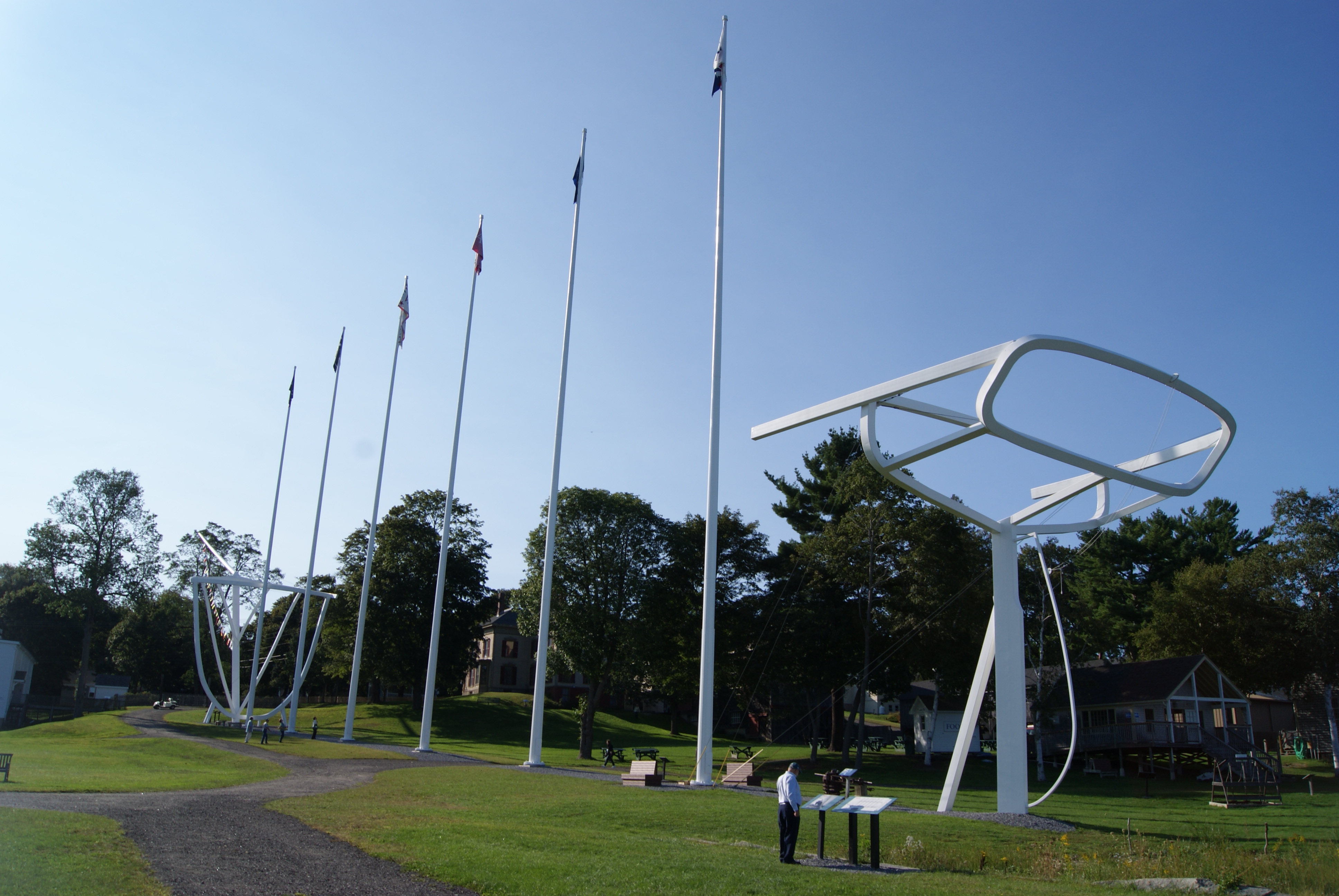
Skulptur av Wyoming utanför sjöfartsmuseet i Bath.

En skulptur som visar storleken på skonaren Wyoming finns på sjöfartsmuseet i Bath, Maine.